# Чемпионат Риу-Гранди-ду-Сул по футболу 2024
Чемпионат Риу-Гранди-ду-Сул 2024 (порт. Campeonato Gaúcho de 2024) — 104-й розыгрыш чемпионата штата Риу-Гранди-ду-Сул по футболу с момента его основания. Он начался 20 января и закончился 6 апреля 2024 года. 
По итогам предыдущего сезона Серию A1 покинули команды «Эспортиво Бенту-Гонсалвис» и «Айморе», занявшие соответственно 11-е и 12-е места на первом этапе. Их заменили «Санта-Крус» и «Гуарани Баже», соответственно победитель и финалист Серии A2 сезона 2023.
Чемпионом штата в седьмой раз подряд и в 43-й в своей истории стал клуб «Гремио», одолевший в финале «Жувентуде».

## Участники
| Клуб          | Город             | Стадион         |
| ------------- | ----------------- | --------------- |
| Гремио        | Порту-Алегри      | Арена Гремио    |
| Жувентуде     | Кашиас-ду-Сул     | Алфредо Жакони  |
| Интернасьонал | Порту-Алегри      | Бейра-Рио       |
| СЭР Кашиас    | Кашиас-ду-Сул     | Сентенарио      |
| Гуарани       | Баже              | Эстрела Д'Алва  |
| Сан-Жозе      | Порту-Алегри      | Пассо Д’Ареа    |
| Гремио Бразил | Пелотас           | Бенту Фрейдас   |
| Сан-Луис      | Ижуи              | 19 октября      |
| Ипиранга      | Эрешин            | Колосо да Лагоа |
| Авенида       | Санта-Крус-ду-Сул | Эукалиптос      |
| Нову-Амбургу  | Нову-Амбургу      | Эстадиу ду Вале |
| Санта-Крус    | Санта-Крус-ду-Сул | Платанос        |

## Первый этап
| М  | Команда       | И  | В | Н | П | Мячи    | ±   | О  | Примечания            |
| -- | ------------- | -- | - | - | - | ------- | --- | -- | --------------------- |
| 1  | Интернасьонал | 11 | 9 | 1 | 1 | 21 − 7  | +14 | 28 | Финальный этап        |
| 2  | Гремио        | 11 | 7 | 2 | 2 | 23 − 10 | +13 | 23 | Финальный этап        |
| 3  | СЭР Кашиас    | 11 | 4 | 4 | 3 | 15 − 14 | +1  | 16 | Финальный этап        |
| 4  | Гуарани Баже  | 11 | 4 | 4 | 3 | 12 − 15 | −3  | 16 | Финальный этап        |
| 5  | Жувентуде     | 11 | 4 | 3 | 4 | 15 − 9  | +6  | 15 | Финальный этап        |
| 6  | Сан-Жозе      | 11 | 3 | 6 | 2 | 11 − 10 | +1  | 15 | Финальный этап        |
| 7  | Гремио Бразил | 11 | 3 | 6 | 2 | 9 − 8   | +1  | 15 | Финальный этап        |
| 8  | Сан-Луис      | 11 | 2 | 7 | 2 | 9 − 9   | 0   | 13 | Финальный этап        |
| 9  | Ипиранга      | 11 | 1 | 7 | 3 | 7 − 14  | −7  | 10 |                       |
| 10 | Авенида       | 11 | 2 | 3 | 6 | 5 − 10  | −5  | 9  |                       |
| 11 | Нову-Амбургу  | 11 | 2 | 3 | 6 | 6 − 15  | −9  | 9  | Вылет в Серию A2 2025 |
| 12 | Санта-Крус    | 11 | 0 | 4 | 7 | 8 − 20  | −12 | 4  | Вылет в Серию A2 2025 |

И — игры, В — выигрыши, Н — ничьи, П — проигрыши, Мячи — забитые и пропущенные голы, ± — разница голов, О — очки

## Финальный этап

### 1/4 финала
| Интернасьонал                               | 3:0     | Сан-Луис |
| ------------------------------------------- | ------- | -------- |
| Валенсия 5′ · Igor Gomes 17′ · Маурисио 84′ | (отчёт) |          |

| Гремио                             | 2:0     | Гремио Бразил |
| ---------------------------------- | ------- | ------------- |
| Кристальдо 45+1′ · Диего Коста 69′ | (отчёт) |               |

| СЭР Кашиас      | 1:0     | Сан-Жозе |
| --------------- | ------- | -------- |
| Витор Фейжан 4′ | (отчёт) |          |

| Гуарани Баже | 0:4     | Juventude                                        |
| ------------ | ------- | ------------------------------------------------ |
|              | (отчёт) | 47′ 67′ Gilberto · 66′ Jean Carlos · 90+3′ Rildo |

### 1/2 финала

#### Первые матчи
| СЭР Кашиас           | 1:2     | Гремио                                   |
| -------------------- | ------- | ---------------------------------------- |
| Ду Кейрос 76′ (авт.) | (отчёт) | 21′ Кристальдо · 68′ (пен.) Коста, Диего |

| Жувентуде | 0:0     | Интернасьонал |
| --------- | ------- | ------------- |
|           | (отчёт) |               |

#### Ответные матчи
| Интернасьонал                                                                    | 1:1     | Жувентуде                                                        |
| -------------------------------------------------------------------------------- | ------- | ---------------------------------------------------------------- |
| Рене 55′                                                                         | (отчёт) | 31′ Zé Marcos                                                    |
| Пенальти                                                                         |         |                                                                  |
| Алан Патрик · Рене · Меркадо · Вандерсон · Валенсия · Бруно Гомес · Роберт Ренан | 5:6     | Gilberto · Рушел, Алан · Rildo · Жадсон · Нене · Kleiton · Kelvi |

| Гремио                               | 3:2     | СЭР Кашиас                           |
| ------------------------------------ | ------- | ------------------------------------ |
| Диего Коста 21′ 39′ · Кристальдо 30′ | (отчёт) | 59′ Фейжан, Витор · 82′ Tomas Bastos |

### Финал

#### Первый матч
| Жувентуде | 0:0     | Гремио |
| --------- | ------- | ------ |
|           | (отчёт) |        |

#### Ответный матч
| Гремио                                                 | 3:1     | Жувентуде   |
| ------------------------------------------------------ | ------- | ----------- |
| Кристальдо 42′ · Диего Коста 44′ · Натан Фернандес 87′ | (отчёт) | 5′ Gilberto |